# Hortêncio Langa
Hortêncio Langa, de seu nome Hortêncio Ernesto Langa (Manjacaze,  Gaza, 23 de março de 1951 - Maputo 12 de abril de 2021) foi um músico moçambicano que também se notabilizou como escritor e artista plástico.
Cresceu numa família artistica e musical, tendo dois irmãos que também singraram na música, Pedro Langa e Milagre Langa. Ainda antes da independência, entre 1966 e 1971, cursou pintura na então Escola Industrial Mouzinho de Albuquerque.
A sua actividade musical desenvolve-se com a criação da banda de afro-rock Monomotapa em 1979 e especialmente em 1980 quando funda o grupo Alambique com influências musicais de marrabenta, jazz blues ou rock. Ainda no domínio musical, foi secretário-geral da Associação de Músicos Moçambicanos.
Foi também os autor das obras literárias Magoda e Luzes de Encantamento, tendo sido docente de pintura na Escola de Comunicação e Artes da Universidade Eduardo Mondlane.

## Discografia
| Álbum       | Single                | Ano    |
| ----------- | --------------------- | ------ |
| Kudakabanda |                       | (1998) |
| ipso-facto  |                       | (2015) |
| '           | Magika Experimental 2 | (2020) |